# 王琼华
王琼华，北京航空航天大学仪器科学与光电工程学院教授、博士生导师，中华人民共和国教育部长江学者特聘教授，从事3D显示技术、液晶技术及自适应成像技术研究。

## 生平
2001年获电子科技大学光学工程博士学位。历任电子科技大学助教、副教授，四川大学教授、系主任，2018年任北京航空航天大学教授。

## 荣誉
- 中国国家杰出青年科学基金获得者
- 中国教育部长江学者特聘教授
- 国家“万人计划”领军人才
- 国家重点研发计划项目负责人